# Johnny T. Talley
Johnny „T.“ Talley (* 12. September 1924 in Nashville, Tennessee; bürgerlich John Carroll Talley) ist ein US-amerikanischer Country- und Rockabilly-Musiker. Das „T“ in seinem Namen steht für seinen Heimatstaat Tennessee.

## Leben

### Kindheit und Jugend
Johnny T. Talley wurde in Nashville geboren, wo er später auch den größten Teil seiner Karriere verbrachte. Als Jugendlicher spielte er Steel Guitar mit den Oklahoma Playboys und verbrachte anschließend drei Jahre (1942–1945) in der US Army. Country&Western-Magazine behaupteten später, das Fred Rose Talley mit Grady Martin bekannt gemacht habe und Martin ihm beibrachte, Gitarre zu spielen. Diese Behauptung scheint aber eher unwahrscheinlich, da Grady Martin erst viel später nach Nashville kam.

### Karriere
Nach seinem Militärdienst schloss Talley sich der Band Autry Inmans als Gitarrist an und spielte mit ihm regelmäßig beim Radiosender WLAY in Muscle Shoals, Alabama. 1950 kehrte er nach Nashville zurück, wo er bei WKDA als Disc Jokey arbeitete und – von Dick Strattons Band begleitet – seine ersten Platten für die kleinen Labels Jamboree Records und Tennessee Records einspielte. Einer dieser Titel war If You’ve Got the Money; Talleys Version war früher im Handel erhältlich als Lefty Frizzells Originalsingle, da man Talley eine Aufnahme bereits vor Veröffentlichung gegeben hatte. Jedoch wurde Talleys Single durch Frizzells Hit in den Hintergrund gedrängt.
Kurz danach wurde Talley DJ bei WSM und unternahm eine Tournee mit Bradley Kincaid und dem Duo Jam Up & Honey. Für kurze Zeit spielte er sogar Bass in Bill Monroes Bluegrass Boys. Danach konzentrierte Talley sich verstärkt auf seine Tätigkeiten im Radio und hatte Engagements bei WYVE in Wytheville, Virginia, bei KEYD in Minneapolis, Minnesota, bei WISK in St. Paul, Minnesota, WENO in Madison, Tennessee, und bei WHOO in Orlando, Florida.
1956, während Talley bei KEVE in Minneapolis arbeitete, hielt er eine Session für Mercury Records ab, aus der die Rockabilly-Titel I’ve Changed My Wild Mind und Lonesome Train entstanden. Bei dieser Session wurde er von den Tennesseans begleitet; es ist jedoch unklar, ob diese Gruppe seine eigene Band war oder ob es sich hierbei um Studiomusiker handelte. Beide Titel zeigten einen klaren Einfluss von Johnny Cash in Talleys Gesang und im Mittleren Westen wurde die Platte ein Hit; Talley wurde in diesem Jahr zu Mercurys erfolgreichstem Künstler in diesem Gebiet. Den nationalen Durchbruch erreichte Talley jedoch nicht.
Danach spielte Talley eine weitere Single für Ekko Records ein, gab seine Karriere in der Musik aber auf und ging stattdessen ins Publishing-Geschäft. Zuerst arbeitete er für die Chicagoer Firma M.M. Cole Publishing, wechselte später aber zu Johnny Bonds Red River Songs, wo er unter anderem Eddy Arnold den Song After Loving You gab und weitere Stars wie Patsy Cline betreute. Trotzdem kümmerte sich Talley auch um unbekannte Musiker wie den aus Ohio kommenden Rockabilly-Musiker Bill Watkins. Watkins erinnerte sich an Talley wie folgt: „I went to Nashville and met this Johnny T. Talley and he was a fantastic person. He was a real big though as a dee jay. […] I met him at the radio station and he liked my material so well that he took me home with him.“
1959 war Talley regelmäßig über KEYN in Minneapolis zu hören.

## Diskografie
| 1950                    | If You’ve Got the Money /?                                    | Tennessee        |
| 1951                    | Shine, Shave & Shover / Look What Thoughts Will Do            | Tennessee 752    |
| 1956                    | (I’ve Changed My) Wild Mind / Lonesome Train                  | Mercury 70902×45 |
|                         | Devil’s Hot Rod /?                                            | Ekko             |
| Unveröffentlichte Titel |                                                               |                  |
| 1956                    | - Heartaches, Teardrops and Sorrow - Feelin’ Called the Blues | Mercury Records  |